# Nethinius coindardii
Nethinius coindardii là một loài bọ cánh cứng trong họ Cerambycidae.